# João Carlos Reis Graça
João Carlos Reis Graça (Lissabon, 2 juli 1989) – bekend als Joãozinho – is een Portugees voetballer die bij voorkeur als linksback speelt.

## Clubcarrière
Joãozinho brak in 2008 door in het eerste elftal van Olivais Moscavide. Na passages bij CD Mafra, SC Beira-Mar en Sporting CP tekende hij in 2013 bij SC Braga. Die club verhuurd hem aan het Moldavische Sheriff Tiraspol, het Roemeense Astra Giurgiu en het Portugese CF União. In 2016 tekende de Portugese linksachter een tweejarig contract bij KV Kortrijk.